# Gidanski zaljev
Gidanski zaljev (rus. Гыданская губа) je zaljev na sibirskoj obali u Karskom moru, na Gidanskom poluotoku. Administrativno, pripada ruskom Jamalskonenečkom autonomnom okrugu.

## Geografija
Ovaj duboki zaljev nalazi se između velikih ušća rijeke Ob (Obski zaljev) i rijeke Jenisej. Dug je oko 185 km, a na najširem mjestu širok 47 km.  Poluotok formiran između ovog zaljeva i susjednog Juratskog zaljeva poznat je kao poluotok Mamonta (rus. Полуостров Мамонта – mamutski poluotok; Poluostrov Mamonta) i uski poluotok na sjeverozapadu formiran između ovog zaljeva i susjednog Obskog zaljeva poznat je kao poluotok Javaj (rus. полуостров Явай).
Gidanski zaljev okružen je obalom tundre, a na njegovim obalama nalaze se brojna riječna ušća. Duboko unutar zaljeva nalazi se naselje Gida. Na njegovom ušću nalaze se naselja Matjujsale i Mongataljang.